# Baidian, Hunan
Baidian (kinesiska: 拜殿, 拜殿乡) är en socken i Kina. Den ligger i provinsen Hunan, i den södra delen av landet, omkring 110 kilometer söder om provinshuvudstaden Changsha. Antalet invånare är 1337. Befolkningen består av 660 kvinnor och 677 män. Barn under 15 år utgör 20,0 %, vuxna 15-64 år 68 %, och äldre över 65 år 11,0 %.
Genomsnittlig årsnederbörd är 1 770 millimeter. Den regnigaste månaden är maj, med i genomsnitt 314 mm nederbörd, och den torraste är oktober, med 35 mm nederbörd.